# 鬼の子小綱
鬼の子小綱（おにのこ こづな）は、主として東北地方に伝承される日本の説話である。小綱とは物語に登場する人食い鬼の父と人間の母との間に生まれた半鬼半人の子の名で、地域によっては「片子」とも呼ばれる。「逃竄譚」または「異類婚姻譚」にも分類できるとされている。

## 物語
地域によって内容に差異が見られるが、大まかな流れは以下の通りである。
留守番をしていた娘の前に鬼が現れ、誘拐し、そのまま妻とする。おじいさんは娘を探し、鬼ヶ島で再会するも鬼が帰って来たため、娘に隠される。鬼は「人のにおいがする」と疑うが、娘は腹に子がいるためと嘘を吐く。その後、おじいさんと娘は鬼の間にできた子を連れ、舟で島から脱出をはかる。気づいた鬼が川の水を吸い込んで舟を引き寄せるが、娘がお尻をたたくと鬼は笑い出し、水を吐き出したため、逃げ切ることに成功。しかし鬼の子である小綱は成長に従い、諸々の問題から（食人衝動を抑えられないことを自覚し）人と暮らせず、里を追われた。

おじいさんが夫のバリエーションも存在する。その場合は、冒頭で鬼が木樵に「あんこ餅が好きか」と問いかけ、木樵が「女房と取り替えてもいいほど好き」と答え、あんこ餅をもらう。木樵があんこ餅をたらふく食べた後帰宅すると、妻がいなくなっていることに気づく。妻を探すため鬼ヶ島に向かうくだりは同様であるが、その際、半鬼の子（片子）は成長しており、半鬼の子（片子）の助けにより島からの脱出に成功するという筋書きになっている。

### その後のバリエーション
- 岩手県遠野市[3]では、人を食いたくなり、自ら殺してくれと柴の中に入り、火をつけてもらい、灰となり、その灰が風に吹かれ、蚊と化し、蚊は今でも人を食うと伝えられている[4]。
- 岩手県下閉伊郡岩泉町[5]では、鬼子が子供をかじるようになったため、刻み殺され、戸口に刺し、鬼がこれを見て驚き、逃げた。サヨが鬼ヶ島から帰って来た3月3日を女子の日とし、鬼が正月15日に来たため、ヤツカカシ（焼き刺し）をするようになったと伝えられる[6]。
- 宮城県仙台市[7]では、鬼の子の名を「片子」と呼び、右半身が鬼で、左半身が人間で、10歳ほどとし、登場人物もおじいさんではなく、夫としており、鬼の子の最期は、「日本に帰るも鬼子鬼子とはやされて居づらくなり、鬼の体の方を細かく切り、串刺しにして戸口に刺しておくと鬼除けになり、それでもダメなら石で目玉を狙え」と遺言し、ケヤキの木から落ちて死ぬ。母親はその通りにして、追って来た鬼を撃退する。それから節分の日には片子の代わりに田作りを串刺しにし、「福は内、鬼は外、天打ち地打ち四方打ち、鬼の目玉をぶっ潰せ」といって、豆まきをするようになったと伝えられる[8]。
- 山形県新庄市[9]では、鬼が追ってくるのを予想した爺は母親を説得し、片子をころし、バラバラにし、やって来た鬼は、自分より荒い奴がいると逃げた。今は節分の日に田作りの頭を下げると伝える。また同市[10]では、片子自らが、体を裂いて家の前に張ってほしいと懇願する例もある[11]。
- 鬼の子の名を「幸助」と言う。成長し、食人衝動を感じた幸助がみずから「俺を瓶の中に入れて庭の隅に埋めてくれ。そして、三年たったら掘り返してほしい」と母親に懇願する。懇願された母親は泣く泣く幸助の望み通りにする。三年後にその瓶を掘り返すと、瓶は小銭に満たされていた、という例もある[7][12]。
- 富山県中新川郡では、片子の姿が見えなくなり、探しているうちに親が疲れて眠ったところに氏神が現れ、「おまえたちを助けるために子どもになってきたのだから探さなくてもよい」と告げる、という類話も伝えられている[7][12]。
- 奄美大島では、人と暮らせず、自ら海の中に沈んで行ったと伝えられている。

### 解釈
このように東北地方では鬼子の死が節分や小正月の行事の起源と結びついており、ヤキカガシ（焼いたイワシの頭をヒイラギの枝に刺す）の風習を元は鬼子をバラバラにして刺したものとしている。
また福島県南会津郡では、母は尻を叩くのではなく、ボボ（女性器）を叩いて笑わせたとあり、ギリシア神話や日本神話の女性器を見せて女神を笑わせる類型話から、本来は尻を叩く話ではなく、女性器を叩く話の方が古いと見られる。
焼け死んだ鬼から蚊・アブ・ハエ・シラミなどの害虫が生じたという話自体は「ノミカの起こり話」（害虫起源説話）として、東北・中国・四国地方に伝えられている。これはイザナミが焼け死んだ神話の再現ともされる。